# Vilmar
Vilmar, som också kan stavas Wilmar, är ett forntyskt förnamn, ursprungligen Willimar, med betydelsen "berömd vilja". Den engelska formen av namnet är Wilmer.
Det äldsta belägget i Sverige är från 1830.
Namnsdag: 26 maj (mellan 1986 och 1993)

## Kända personer vid namn Vilmar
- Vilmar Ljungdahl, svensk politiker